# كعكة البصل
كعكة البصل هي كعكة حُلوة تُحضّر باستخدام البصل مكونًا رئيسيًّا. تُستهلك أنواع مختلفة من كعك البصل في كندا والصين وألمانيا وكوريا وسويسرا وويلز وبلدان أخرى. توجد عدة أنواع وأصناف من كعك البصل.

## طريقة التحضير
تُحضر كعكة البصل باستخدام البصل إلى جانب مكونات الكعكة الأخرى. استخدام البصل المسلوق يمكن أن يقلل من حدة نكهة البصل في الكعكة. يمكن أيضًا استخدام البطاطس أو لحم الخنزير المقدد في الكعكة. يمكن أن تشمل المكونات الإضافية الجبن القريش والقشدة الحامضة. تُستهلك أنواع مختلفة من كعك البصل في الصين وألمانيا وسويسرا وويلز وبلدان أخرى.
في المطبخ الصيني، يمكن تحضير الكعكة باستخدام البصل الأخضر ويمكن أن تتكون كعكة البصل الصينية من الدقيق ودهن الخنزير والبصل الأخضر والملح. 

## أصناف

### كعكة البصل الأخضر على طريقة إدمونتون
نوع مختلف من فطيرة البصل الأخضر الصينية التي ابتكرها الشيف سيو تو[بحاجة لمصدر] أصبحت من التخصصات المحلية في إدمونتون، كندا. هناك نوعان: الأول على شكل فطيرة مستديرة، والثاني به ثقب في المنتصف. تُعزى شعبية كعكات البصل الأخضر إلى العدد الكبير من المغتربين التايوانيين في المنطقة.

### لاوبينغ

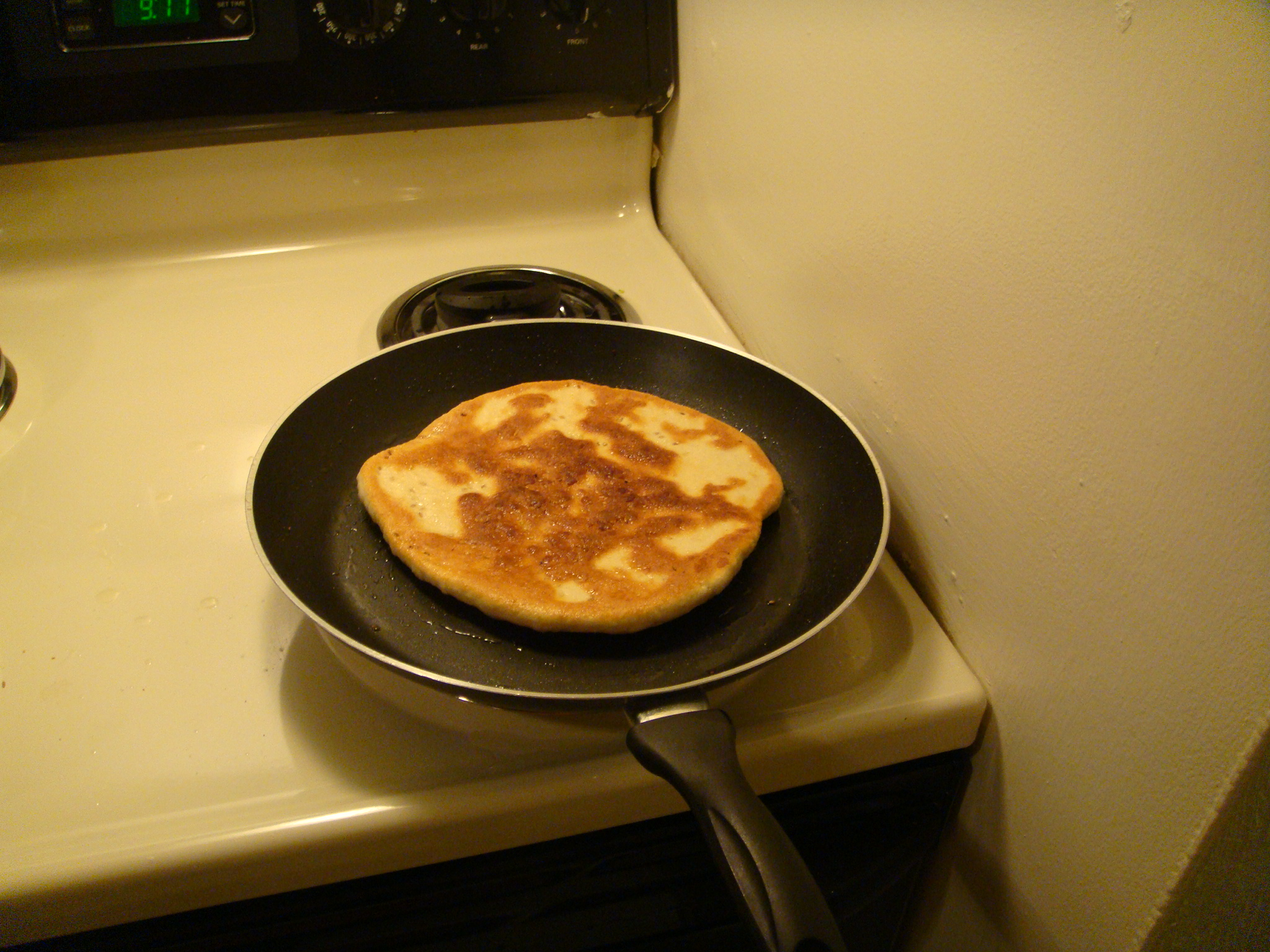
فطيرة اللاوبينغ، مصنوعة من الدقيق والملح والبيض والبصل الأخضر وتوابل أخرى.

لاوبينغ هي فطيرة أو خبز مفرود غير مخمر في المطبخ الصيني تُحضّر بالدقيق والماء والملح. يمكن استخدام البصل الأخضر مكون أساسي في الطبق أو يُقدم أحيانًا كطبق جانبي مع اللاوبينغ. 

### باجيون
الباجيون هو طبق جيون في المطبخ الكوري يُحضّر باستخدام عجينة من الدقيق والبيض والبصل الأخضر أو الكراث. يمكن أيضًا استخدام دقيق الأرز، إلى جانب مكونات إضافية مثل المأكولات البحرية،  ولحم الخنزير ولحم البقر.

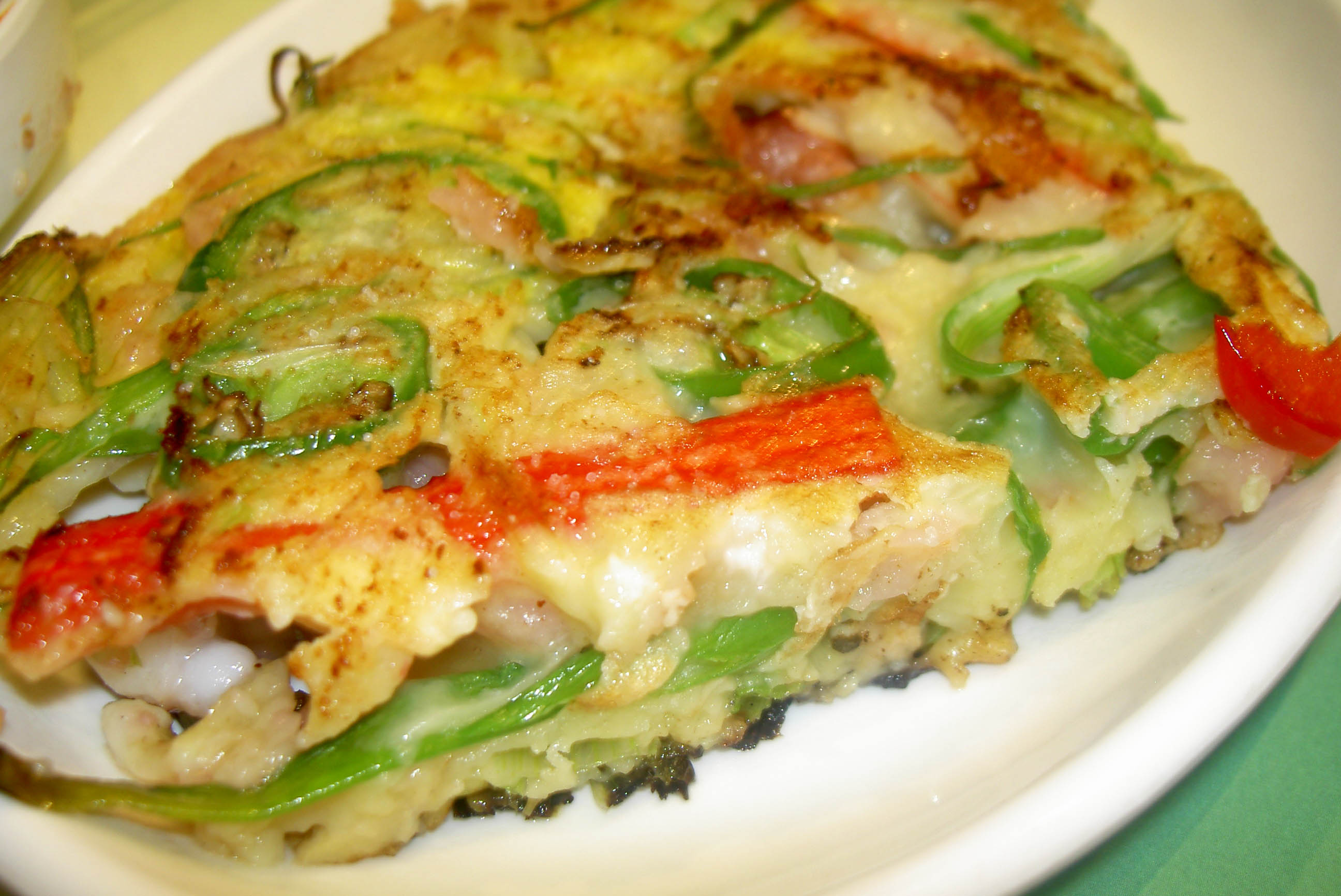
هامول باجيون هو نوع من الباجيون في المطبخ الكوري يحضّر من الدقيق والبصل الأخضر والمأكولات البحرية

### فطيرة البصل الأخضر

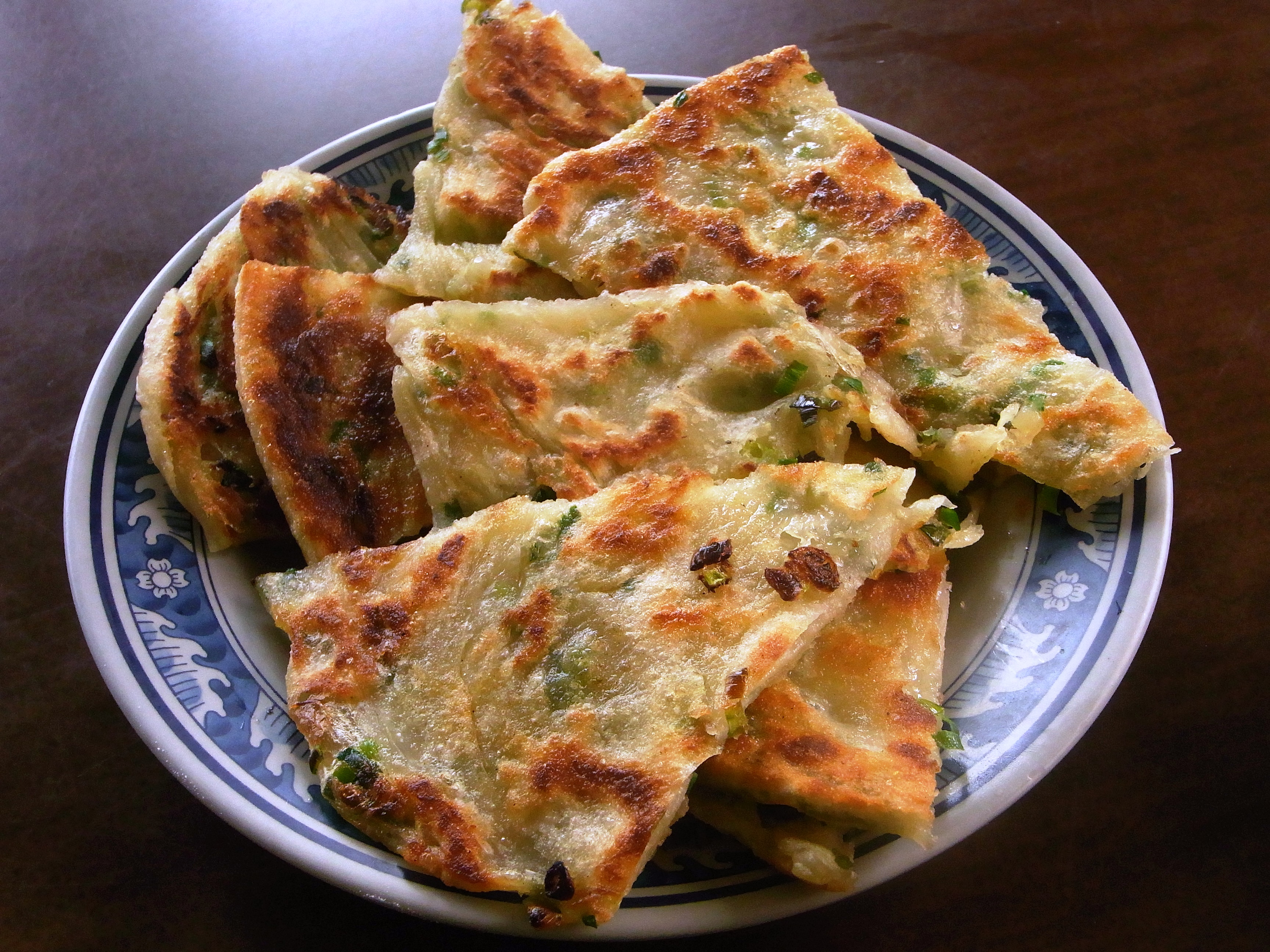
فطائر البصل الأخضر

فطيرة البصل الأخضر هي فطيرة صينية أو خبز مسطح غير مخمر يُحضّر باستخدام البصل الأخضر مكونًا أساسيًّا، تحضّر الفطيرة عادةً بقوام العجين، على الرغم من أن البعض يُحضّره بقوام الخليط السائل. فطيرة البصل الأخضر هي طعام تقليدي في شنغهاي، وهي طبق شائع في جميع أنحاء البلاد. في الصين، يُستخدم البصل الأخضر الطازج عادة في تحضير الطبق، ويمكن قلي البصل الأخضر قبل إضافته إلى العجين.  

## روابط خارجية
- كعكة البصل الألمانية نسخة محفوظة 9 مايو 2018 على موقع واي باك مشين. على إبيكوريوس.